# Асандрос (Кария)
Вижте пояснителната страница за други личности с името Асандрос.
Асандрос (на старогръцки: Άσανδρος, Asandros, † след 313 г. пр. Хр. е македонски офицер на Александър Велики (336 – 323 г. пр. Хр.) и като сатрап на Кария един от неговите диадохи.
Той е син на Филота Македонски и брат на Парменион и Агатон. Според други източници той е син на Агатон от Бероя и вероятно племенник на офицерите Парменион и Асандрос.
През 334 г. пр. Хр. той е управител на Лидия след победата над персийския управител Спитридат. През 328 г. пр. Хр. Асандрос и Неарх завладяват Заинаспа.
След смъртта на Александър Велики при Вавилонската подялба от 323 г. пр. Хр. Асандрос получава от регента Пердика сатрапията Кария. При избухването на Първата диадохска война той поддържа противниците на Пердика и помага на избягалия от Мала Азия Антигон I Монофталм да се върне сигурно в своята провинция. Затова се решава да му бъде отнета провинция и да се даде на Евмен.
След първата диадохска война на Конференцията в Трипарадис през 321 г. пр. Хр. той получава отново сатрапията Кария.
През края на 320 г. пр. Хр. той е победен в битка от Алкет и Атал, които след това са разгромени през 319 г. пр. Хр. от Антигон в Битка при Кретополис в Песидия.
През третата диадохска война от 315 г. пр. Хр. Асандрос е противник на Антигон Монофталм. През 314 – 313 г. пр. Хр. Асандрос сключва съюз с Птолемей I и получава от него войска от 10 000 наемници под командването на атинианеца Мирмидон. От Касандър той получава също военна помощ. През зимата 314/313 г. пр. Хр. Асандрос е в Атина, която е съюзена с Касандър. Асандрос подарява на града войници и кораби и жителите го хонорират с почетен декрет през януари/март 313 г. пр. Хр.
През 313 г. пр. Хр. Асандрос пристига на брега на Кария с войска и помощни войски под командването на Препелай и Евполем. По време на нощна битка против антигонидския военачалник Птолемей, Евполем попада в плен и Кария е превзета от Антигон.
Най-късно през 313 г. пр. Хр. Асандрос се подчинява на Антигон и му предава цялата си войска и брат му Агатон като заложник. Той не е поставен отново като сатрап на Кария и по-нататъшната му съдба е неизвестна.